# アルミン・シュヴァルツ
アルミン・シュヴァルツ（独: Armin Schwarz, 1963年7月16日 - ）は、ドイツフランケン地方出身のラリー・ドライバー。1996年のヨーロッパラリー選手権（ERC）チャンピオン。
オーストリアに在住しており、2人の子供がいる。そのうちの一人のファビオはラリードライバーである。

## 経歴

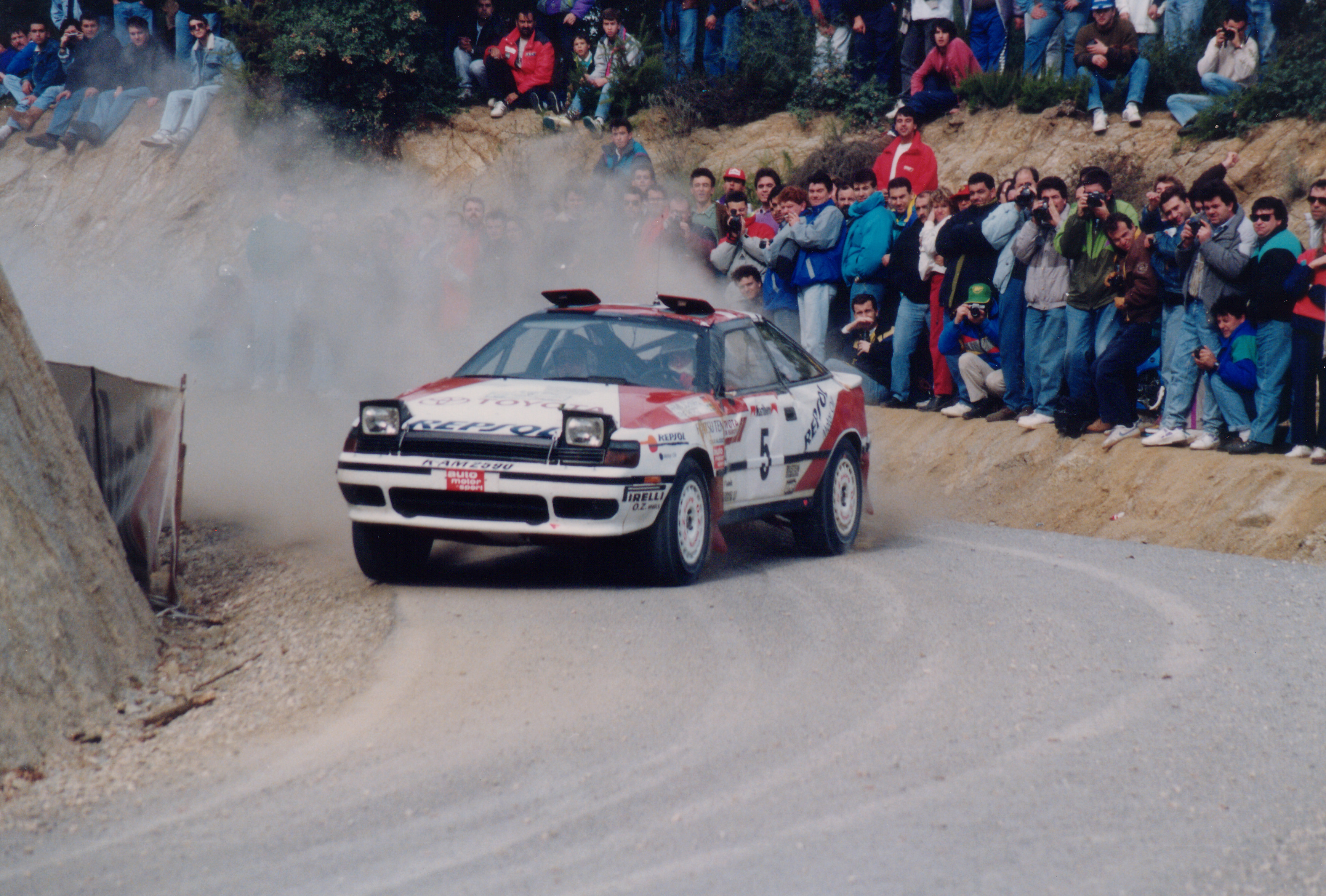
1991年 WRCラリー・カタルーニャ

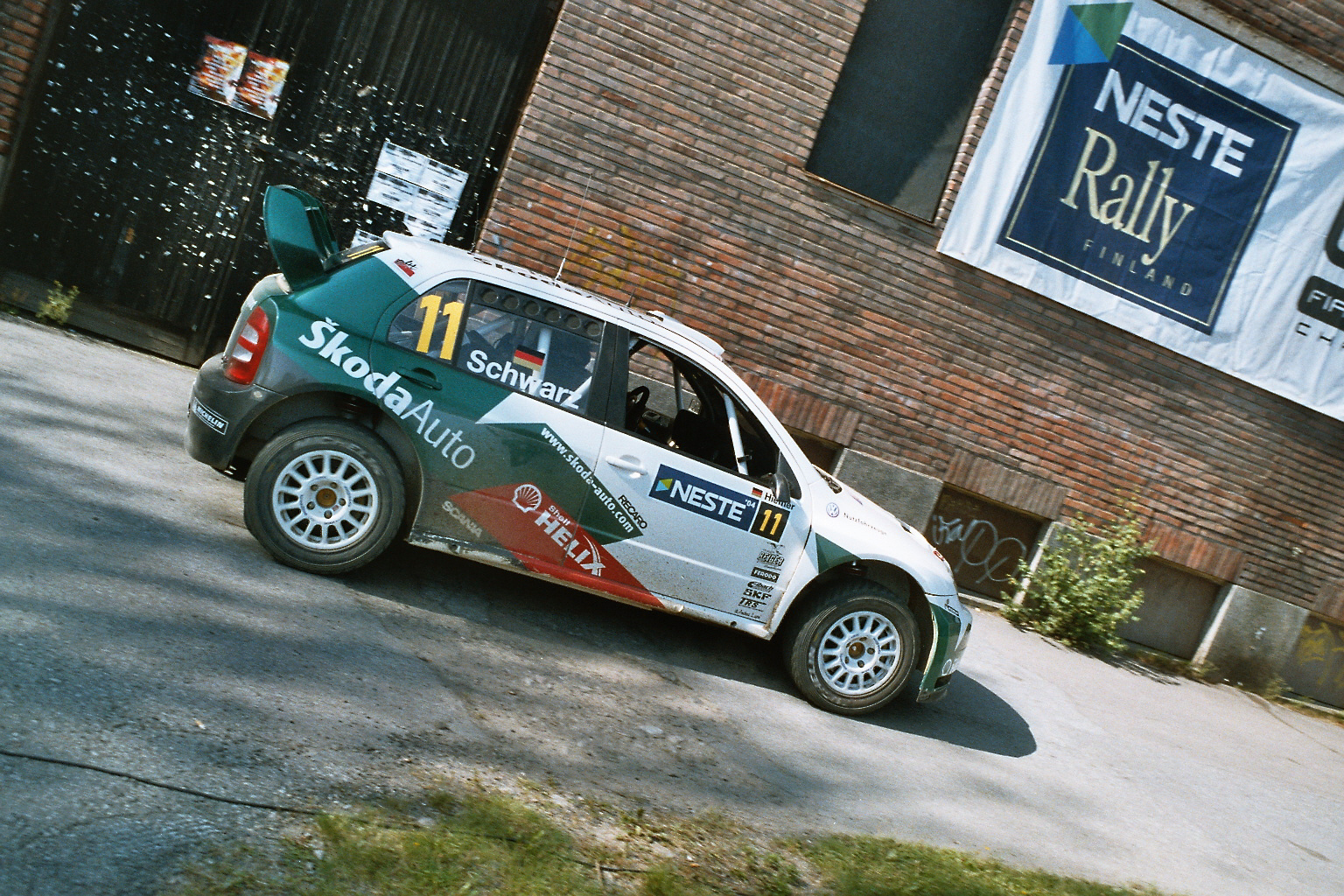
2004年 WRCラリー・フィンランド

1983年にラリーデビューしたシュヴァルツは、1987年と1988年に地元のラリー選手権で優勝した。1988年に世界ラリー選手権 (WRC) にデビューし、1990年にはトヨタ・チーム・ヨーロッパ (TTE) と契約した。1991年には、オーストラリアで初の表彰台、スペインでWRC初優勝を飾った。
1993年は三菱へ移籍した後も好成績を残し、順風満帆かと思われたが、1995年、スペインにおいてリストラクタースキャンダルが発覚し在籍していた古巣トヨタが活動停止処分を受けたため他のワークスシートを見つけられず、WRCの一線から退いた。1996年はWRC活動を休止し、その繋ぎとしてERCに参戦。後にディディエ・オリオールのコ・ドライバーとなったデニス・ジロウデとコンビを組みチャンピオンに輝いた。
1997年、WRCに復帰しフォードに移籍した。このときの最高順位はポルトガルの3位である。しかしアルゼンチン以降はスポンサードを得られずに終わり、ユハ・カンクネンと交代する形でフォードを後にした。
1999年から2001年までシュコダに移籍してマシン開発に注力、その甲斐もあって2001年のサファリラリーでシュコダ初の表彰台3位に輝くなどの活躍を見せたりもした。
2002年から2003年はヒュンダイへ移籍、2004年にシュコダへ復帰するが、目覚ましい戦果は挙げることは出来ず2005年最終戦のオーストラリアでWRC引退した。
翌年の2006年はレットブル・シュコダ・チームのチームリーダーに就任し、開発等に携わった。
2014年と2016年には、サンマリノで開催されたラリーレジェンドにかつてのワークスカーであったシトロエン・クサラWRCとトヨタ・セリカGT-Fourで出場した。
2017年には北米のバハ1000にも参戦した